# Ethel Pedley

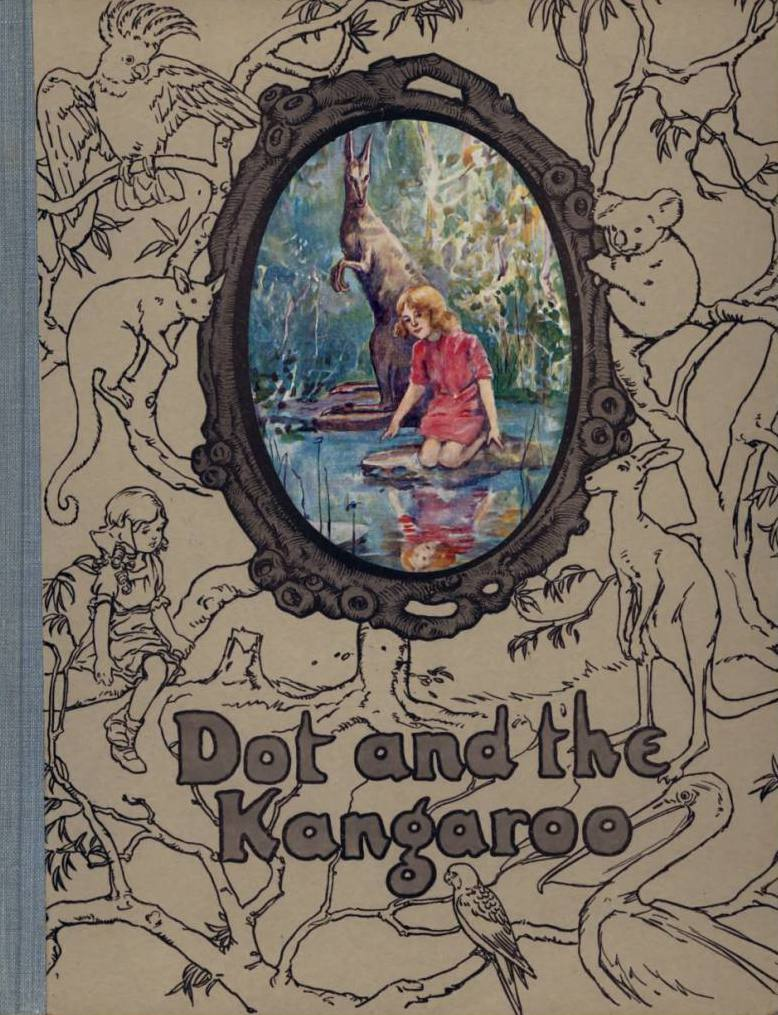
Couverture d'une publication de Dot et le Kangourou de 1920.

Ethel Pedley, née le 19 juin 1859 à Acton près de Londres en Angleterre, morte le 6 août 1898 à Darlinghurst en Australie, est une écrivaine et musicienne australienne. Elle est surtout connue pour son unique roman Dot et le Kangourou devenu un classique australien.

## Biographie

### Jeunesse, formation
Ethel Charlotte Pedley naît le 19 juin 1859 à Acton, près de Londres. Elle est la fille de Frederick Pedley et de son épouse Eliza Dolby. La jeune Ethel commence à étudier le piano à l'âge de 5 ans. Ethel Pedley émigre en Australie avec sa famille dans les années 1870, puis elle retourne à Londres pour effectuer des études musicales à la Royal Academy of Music, où elle travaille avec son oncle Prosper Sainton, professeur de violon, et elle remporte une médaille. Elle suit aussi les cours vocaux de sa tante Charlotte Sainton-Dolby, une contralto réputée, à son Académie vocale.

### Carrière musicale, professeur de musique
Ethel Pedley revient à Sydney en 1882 et commence à y enseigner le chant et le violon. Elle retourne à Londres en 1896 avec Emmeline Woolley et toutes les deux persuadent le conseil associé de la Royal Academy of Music et du Royal College of Music d'étendre leurs examens aux colonies australiennes. Ethel Pedley est nommée représentante solo de la Royal Academy of Music pour la Nouvelle-Galles du Sud. Le premier examinateur se rend sur place l'année suivante, en 1897,.

### Auteur

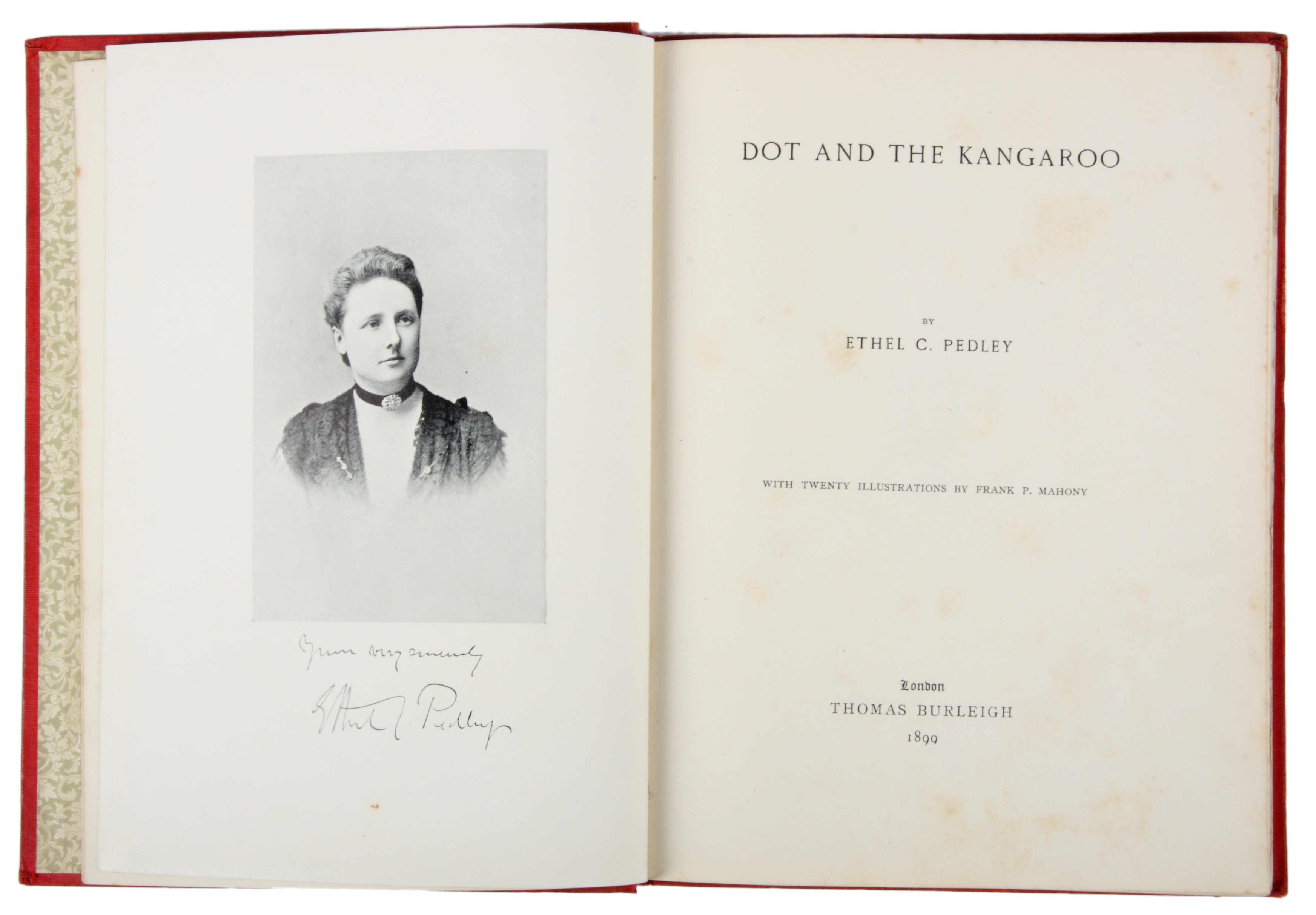
Première édition de Dot et le Kangourou, avec une photographie d'Ethel Pedley

Ethel Pedley est très active comme musicienne, mais c'est surtout comme écrivaine qu'elle est connue. Elle ne publie qu'un seul livre, mais ce livre est devenu un classique de la littérature australienne pour la jeunesse. Ce seul livre est Dot et le Kangourou, qui met en scène une petite fille appelée Dot qui se perd dans l'outback australien mais elle est aidée à retrouver son chemin vers sa maison par un sympathique kangourou. Les illustrations sont dessinées par Frank P. Mahony. Ethel Pedley montre le monde australien du point de vue des animaux, par son kangourou.
Ethel Pedley croit en la conservation de la flore et de la faune australiennes, elle écrit généralement dans cette perspective, en soulignant que l'homme est déconnecté de la nature et du reste des animaux. On pense que son œuvre littéraire est inspirée par ses visites à la propriété appartenant à son frère Arthur Pedley, près de Walgett,.

Ethel Pedley préface son livre Dot et le Kangourou de la façon suivante :
Aux enfants d'Australie

dans l'espoir d'obtenir leur sympathie

pour les nombreuses belles, aimables et espiègles créatures

de leur beau pays,

dont l'extinction, par une destruction impitoyable,

est sûrement en train de s'accomplir.

### Maladie et mort
Ethel Pedley est atteinte d'un cancer, elle en meurt le 6 août 1898 à l'âge de 39 ans à Darlinghurst, au domicile de sa compagne Emmeline Woolley. Le seul roman qu'elle a écrit, Dot et le Kangourou, est publié à titre posthume l'année suivante. Ethel Pedley est inhumée dans la section anglicane du cimetière de Waverley. Après sa mort, son frère instaure la bourse de voyage commémorative Ethel Pedley pour les étudiants en musique.

## Œuvres
- (en) Emmeline M. D. Woolley et Ethel C. Pedley, The captive soul, 1895 (lire en ligne)[7],[8].
- (en) Ethel Pedley et Frank P. Mahony, Dot and the kangaroo, Tomas Burleigh, 1899 (lire en ligne).